# Vegreville
Vegreville est une ville (en anglais : town) de la province de l'Alberta au Canada. Elle couvre une superficie de 13 000 kilomètres carrés et compte une population d'un peu plus de 5 000 habitants[réf. nécessaire]. La principale activité économique de cette petite ville est l'agriculture[réf. nécessaire].
On y retrouve, entre autres, un important centre de traitement des demandes d'immigration du gouvernement fédéral[réf. nécessaire].
Une grande partie de la population de Vegreville est composée des Ukraino-Canadiens. Pour commémorer ce fait, la ville érigea en 1974 une gigantesque statue représentant une pissanka (ukrainien : писанка, un œuf de Pâques ukrainien)

## Démographie
| 2001  | 2006  | 2011  | 2016  |
| ----- | ----- | ----- | ----- |
| 5 376 | 5 519 | 5 717 | 5 708 |

## Personnalités

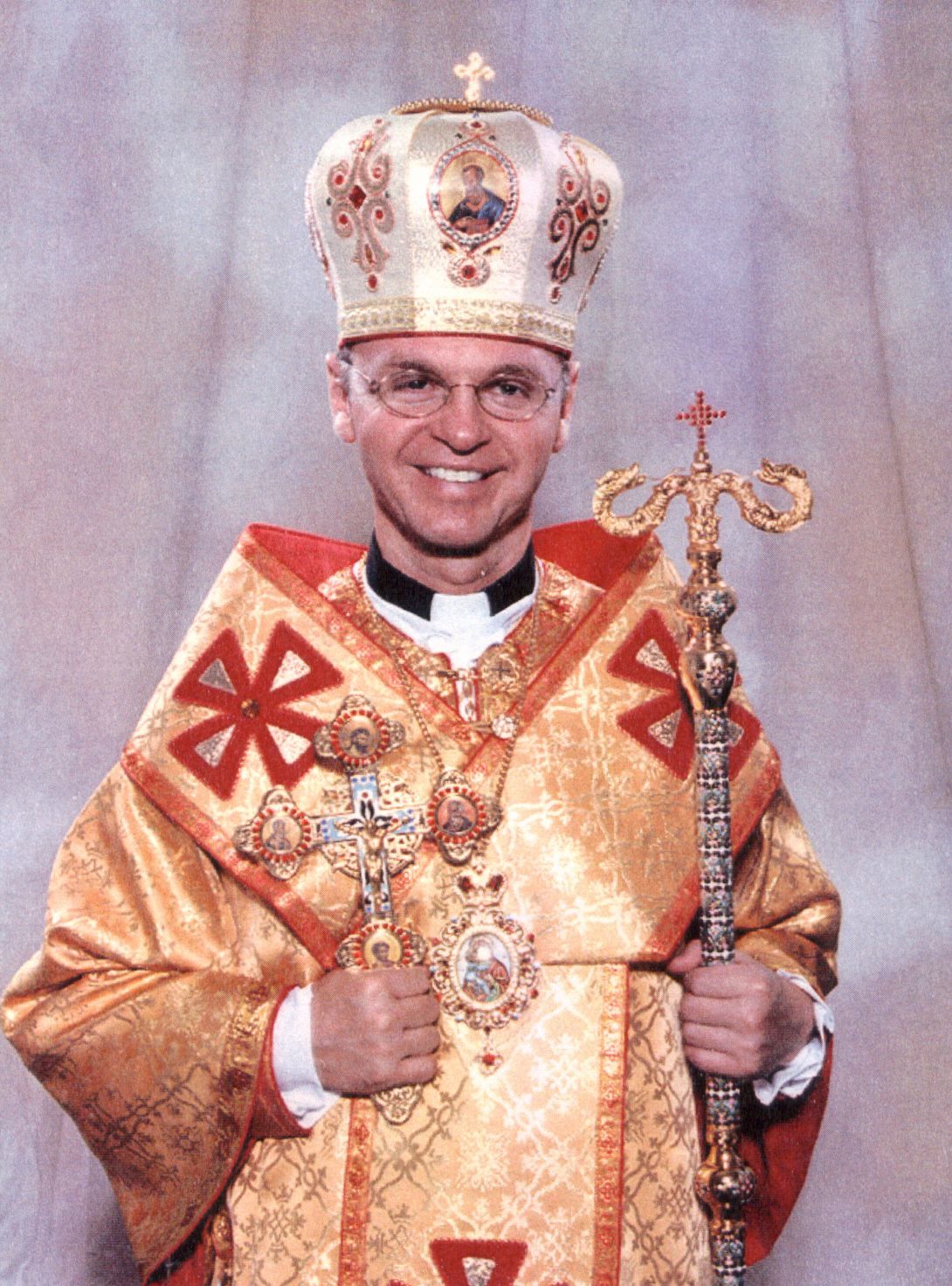
David Motiuk, évêque de l'éparchie d'Edmonton des Ukrainiens

- David Motiuk, évêque de l'éparchie d'Edmonton des Ukrainiens